# Justin Bonello
Pour les articles homonymes, voir Bonello.
Justin Bonello est un cuisinier sud-africain né à Durban. Il doit l'essentiel de sa notoriété à la présentation d'une série d'émissions de télévision mêlant aventure, musique et cuisine : « Cooked in Africa ».

Cette série est reprise depuis 2005 sur la chaîne thématique française Cuisine.TV sous le nom « Chroniques d'Afrique du Sud ».
Justin Bonello naît à Durban, une importante agglomération de la côte orientale de l'Afrique du Sud. Cependant, c'est au Cap qu'il grandit et s'initie à la gastronomie. Devant son intérêt croissant pour l'art culinaire, sa mère choisit de le guider et lui trouve un emploi sur des plateaux de tournage, chose qui s'explique par le fait qu'elle-même travaille dans le secteur de l'industrie cinématographique. Autodidacte, il s'essaie ainsi à la confection de repas pour les acteurs et les membres des équipes de production. Inspiré par une émission de cuisine du chef britannique Jamie Oliver, il décide de viser plus haut et de créer sa propre émission de télévision, aidé en cela par des amis et par le producteur de sa mère. Il tourne le pilote en 2003 ; devant les réactions positives de l'équipe de production, il commence la réalisation de la première saison de « Cooked in Africa », dont le tournage est terminé en à peine trente jours.

Le concept de l'émission est basé sur une bande de jeunes amis, sillonnant l'Afrique du Sud, partant à l'aventure tandis qu'à chaque étape sont réalisées plusieurs recettes traditionnelles. 

Diffusée sur la chaîne nationale SABC 1, la série est ensuite exportée dans le reste du monde, notamment en Europe (en Angleterre sur BBC Food, en France sur Cuisine.TV). La série, produite par la société de production Cooked in Africa Films, en est actuellement à sa troisième saison.